# اد وود (فیلم)
اد وود (به انگلیسی: Ed Wood) فیلمی کمدی درام از کارگردان آمریکایی تیم برتون است که در سال ۱۹۹۴ توزیع شد. فیلم زندگی کارگردان بی موی ادوارد دی وود را روایت می‌کند که نقش آن را جانی دپ بازی می‌کند. فیلم در زمان اکران خود به فروش چندانی دست پیدا نکرد اما ریک بیکر موفق شد اسکار بهترین چهره پردازی را بدست آورد.

## داستان
ادوارد دی وود جونیور کارگردان بی‌استعدادی است که در تلاش است تا قراردادی با شرکت فیلمسازی دوستش بسته و اورسون ولز بعدی هالیوود شود که حتی قدمی هم به آن نزدیک نشد او همچنین می‌خواهد باعث شهرت دوباره بلا لاگوسی بازیگر نقش دراکولا و دوست صمیمیش شود اد عادت به پوشیدن لباس‌های زنانه دارد که داستان نخستین فیلمش را هم بر همین اساس می‌نویسد